# Íbico
Íbico (en griego antiguo,  Ἴβυκος, n. Rhegium, en la Magna Grecia) fue un poeta lírico griego del siglo VI a. C., contemporáneo del también poeta lírico Anacreonte. Íbico figura en la lista de los nueve poetas líricos, canónica en la Alejandría helenística.
A pesar de la desahogada y despreocupada situación económica familiar, Íbico vivió una vida de aventuras y pasó una considerable parte de su vida en la corte de Polícrates, tirano de Samos, por quien fue protegido. La historia de su muerte es así relatada: Mientras estaba en la vecina villa de Corinto, el poeta fue mortalmente herido por unos ladrones. Mientras yacía moribundo, vio a un numeroso grupo de grullas que volaban sobre su cabeza, a las que invitó a vengar su muerte. Los ladrones (que eran de Corinto), después de su criminal acción se habían dirigido al teatro a ver una representación. Allí aparecieron las grullas. Uno de los ladrones, en un gesto de burla al ver las grullas, gritó: ¡Observad a los vengadores de Íbico!, y así ellos mismos dieron la pista para su detención por el crimen cometido (Plutarco, De Garrulitate, xiv.). La frase "las grullas de Íbico" se convirtió así en un proverbio entre los griegos por el descubrimiento del crimen a través de la intervención divina.

## Obra poética
Según el Suda, Íbico escribió siete libros de lírica, hasta cierto punto mítica y heroica, pero generalmente erótica (Cicerón, Tusc. Disp. iv. 33), celebrando los encantos de los más jóvenes y las muchachas hermosas. Fue célebre por el carácter pederasta de su literatura, algo que a los antiguos griegos no les parecía mal: "Íbico, que escogió el dulce florecer de Persuaion y el amor de los muchachos." (Antología griega, IX, 184). Se le considera el inventor o introductor del elogio (escribió el del tirano Polícrates), y su poema Juegos para Pelia es de carácter épico-lírico. Pero de esos siete libros solo ha subsistido un centenar de versos. Los antiguos griegos lo comparaban con Estesícoro en el tratamiento de los temas míticos (la Guerra de Troya, la expedición de los Argonautas), pero lo poco que de él se ha conservado, sin embargo, revela una sensible diferencia e independencia, prueba de la diversidad de su estilo. Algunas de sus fórmulas fueron retomadas por el poeta latino Horacio. La balada del poeta romántico alemán Friedrich Schiller Las grullas de Íbico (Die Kraniche des Ibycus, 1797) celebra su famosa leyenda. Friedrich Gottlieb Welcker sugiere que las obras de Íbico eran cantadas por coros de muchachos en las competiciones de belleza que se llevaban a cabo en la isla de Lesbos. Aunque su métrica y su dialecto eran dóricos, los poemas tienen el espíritu de la poesía melódica eólica.